# Gier (Schauspiel)
Gier  ist das  vierte Theaterstück der britischen Dramatikerin Sarah Kane. Es wurde 1998 im Rahmen des Edinburgh Festivals am Traverse Theatre uraufgeführt.

## Handlung
Dramatis personae sind die vier Stimmen A, B,C und M, zu deren Identitäten Kane keine weitere Information gibt. In Interviews führte sie allerdings die Bezeichnung der Figuren aus; dabei steht A für Autor oder auch Aleister Crowley, Antichrist und Arschloch, B für Boy, also Junge, M für Mother/Mutter und C für Child/Kind. Im Stück bleibt offen, ob tatsächlich vier verschiedene Personen oder z. B. die Gedanken nur einer Person sprechen. Sie thematisieren in oft nicht zusammenhängenden Sätzen die Liebe und ihre Begierden und Sehnsüchte. Kanes Sprache erlebt eine sehr dichte Bildhaftigkeit und Poesie. Auch sind autobiographische Züge zu erkennen – die sehr detaillierte Liebeserklärung von A an eine nicht benannte Person ist voller Einzelheiten und Begebenheiten, die den Eindruck der Wahrhaftigkeit erwecken. Alle Stimmen artikulieren ihre jeweiligen starken Begierden nach Lösung und Rettung – dabei bleibt offen, ob diese durch Liebe oder durch den Tod erfolgen können. Das Stück endet mit einem Sturz ins Licht, der dementsprechend die Erfüllung der Begierde nach Liebe wie nach Tod sein kann.

## Form
Form und Inhalt von Gier sind nur schwer zu trennen wegen des Umstandes, dass es weder handelnde Personen noch eine tatsächliche Handlung gibt. Das Stück wird von der bilderreichen Sprache und deren Rhythmus getragen. Text folgt nicht logisch nachvollziehbar aufeinander, sondern ergänzt sich eher zu einem Konzert der vier Stimmen. Kane selbst gab an, dass sie beim Schreiben von Gier mehr vom Rhythmus als von der logischen Aufeinanderfolge der Sätze oder Satzfragmente abhing. Das Stück war ein musikalisches und dadurch berührendes Erlebnis für sie. Dennoch war sie der Idee eines Hörspiels von Gier abgeneigt, da sie die Anwesenheit von Personen auf der Bühne als essentiell ansah. 

## Reaktionen
Gier wurde nach der Uraufführung von der Kritik gefeiert. Begrüßt wurde der Abschied vom Naturalismus hin zur Poesie, wodurch laut Kritikern der Zugang zum Stück erleichtert wurde. Die musikalische Wirkung des Textes auf der Bühne wurde gelobt. Die vier Stimmen wurden dargestellt von einem jüngeren Mann und einer jüngeren Frau sowie einem Mann und einer Frau mittleren Alters. Bei den Zuschauern überwog der Eindruck, dass es sich tatsächlich um die vier Stimmen einer Person handelte.